# Stefani Legall
Stefani Legall (* 1967 in Celle) ist eine ehemalige deutsche Volleyballspielerin.
Stefani Legall spielte als Jugendliche in ihrer Heimat beim Bundesligisten VfL Hannover. Nach dessen Abstieg wechselte sie 1987 zum Ligakonkurrenten 1. VC Schwerte. Nach nur einer Saison ging sie zum deutschen Meister CJD Feuerbach, mit dem sie 1989 und 1990 deutsche Pokalsiegerin und deutsche Meisterin wurde. Stefani Legall war auch deutsche Nationalspielerin. 1990 wanderte sie in die USA aus und spielte zwei Jahre für die Florida Gators. Später wurde sie Trainerin von verschiedenen US-Frauenvolleyballteams: von 1997 bis 2001 an der Marshall University, von 2002 bis 2006 an der University of Georgia und seit 2009 an der Oconee County High School.
Stefanie Legall arbeitet heute als Deutsch- und Sportlehrerin an der Oconee County High School im US-Bundesstaat Georgia.